# Actaea catalai
Actaea carcharias es una especie de crustáceo decápodo de la familia Xanthidae. Fue descrita por Danièle Guinot en 1976.